# Милеџвил (Охајо)
Милеџвил (енгл. Milledgeville) град је у америчкој савезној држави Охајо.

## Демографија
По попису из 2010. године број становника је 112, што је 10 (-8,2%) становника мање него 2000. године.
| Група             | 2000.       | 2010.       |
| Белци             | 120 (98,4%) | 107 (95,5%) |
| Афроамериканци    | 2 (1,6%)    | 2 (1,8%)    |
| Азијати           | 0 (0,0%)    | 1 (0,9%)    |
| Хиспаноамериканци | 0 (0,0%)    | 0 (0,0%)    |
| Укупно            | 122         | 112         |